# Концепция за външната политика на Киргизстан
Концепцията за външната политика на Киргизстан е политически документ, който определя главните цели и стратегията на републиката в областта на външната политика, както и механизмите за нейното осъществяване.
Външната политика на Киргизстан се базира на норми от Конституцията, Декларацията за независимост на страната, разпоредби от международното право, съобразени с целите и принципите на ООН и ОССЕ. Външната политика на Киргизстан отразява интересите на мултиетническия и поликонфесионалния народ и е предназначена да гарантира националния суверенитет и да формира подходящи външни условия за осъществяване на икономически и политически реформи на демократична основа.

## Киргизстан в световната общност
Киргизстан е страна в Централна Азия с важно геополитическо и геоикономическо значение. Тя играе ролята на мост както между Запада и Изтока, така и между Севера и Юга.
В днешно време Киргизстан е в период между комунистическо минало и демократично бъдеще в областта на политиката и икономиката.
Киргизстан е място, където съжителстват четири цивилизации: европейци, смесени с руснаци, араби – мюсюлмани, персийци и китайци. От една страна това създава благоприятни условия за развитие на двустранно и многостранно сътрудничество в различни области, а от друга – очертава необходимостта от гъвкава и балансирана външна политика.

## Приоритети на външната политика на Киргизстан
В основата на външната политика стои насърчаването на националните интереси чрез политически и дипломатически средства. В съответствие с това са установени следните приоритети:
- поддържането и опазването на суверенитета и териториалната цялост
- създаване на благоприятни условия за провеждане на икономически и дипломатически реформи
- защита на правата, свободата и интересите на киргизстанските граждани
Реализацията на националните интереси на Киргизстан се постига чрез поддържане на приятелски отношения със съседните страни и участие в международни организации.

## Цели на външната политика
Реализацията на външната политика, насочена към насърчаване на националните интереси, налага основните цели по време на изпълнението:
- укрепване стабилността и защитата на регионално ниво
- развитие на отношенията със съседните страни посредством интеграционни процеси в Централна Азия
- укрепване на връзките с развиващите се страни от Запада и Изтока
- развитие на взаимодействието с организациите от системата на ООН
- укрепване на отношенията с развиващите се страни и предимно с тези, които са в период на преминаване от комунизъм към пазарна икономика
 

## Средства на външната политика на Киргизстан
1. Двустранна дипломация
Двустранната дипломация е важен инструмент за осъществяване на външната политика. Затова решаваща необходимост са разнообразните подходи при избора на посока на перспективите, което се определя от културните, етно – историческите, геополитическите и геоикономическите характеристики на страната, които позволяват максимална ефективност при реализирането на републиканските интереси.
Киргизстан и Великите сили
Киргизстан е част от Евроазиатската цивилизация, формирана около Русия, която има геополитическо, икономическо и културно измерение. Общите интереси на Киргизстан и Русия предопределят високо ниво на политическо партньорство. Укрепването на военно - политическото взаимодействие с Руската федерация е важен елемент за киргизстанската сигурност. Важни икономически интереси свързват страната с Русия. Всичко това очертава необходимостта от изграждането на стратегическо партньорство с Русия.
Отношенията с Република Китай са важен аспект от външната политика на Киргизстан. Приоритетът, даден на Китай, е определен от нарастващото ѝ влияние в света и регионалните въпроси, нейната значителна икономика и демографски потенциал, както и географската близост с Киргизстан. Развитието на съседските отношения с Китай е същностен компонент от киргизстанската сигурност, важно условие за развитието на комуникациите между Севера и Изтока.
Съединените американски щати са едни от най-приоритетните връзки, очертани във външната политика на Киргизстан. Развитието на отношенията със САЩ са добра предпоставка за осъществяване на социалноикономически и демократични реформи в Киргизстан.
Киргизстан и съседните страни
Статусът на отношенията със съседните страни е непосредствен фактор, осигуряващ сигурност в региона и нормално действие на киргизстанската икономика и възможността за осъществяване на реформи. Също те са съществени за киргизстанския достъп до света и континенталната инфраструктура на комуникациите. Това определя необходимостта от поддържането на приятелски отношения, базирани на взаимно разбиране, взаимоизгодно взаимодействие и внимателна оценка на баланса на интереси със страните в региона.
В тази връзка стратегическите цели са насочени към засилване икономическото регионално развитие, базирано на балансирана вътрешна взаимозависимост, и формиране на взаимоизгодни отношения като се използват природните ресурси на страните от региона.
Двустранните регионални механизми, както и многостранните структури на регионално и глобално ниво (ООН, ОССЕ), трябва да се използват за решаване на такъв тип въпроси. Поддържането на приятелски отношения с Иран и Пакистан, основани на взаиморазбирателство и респект към общия метод на развитие, е интересът, който осигурява поддържането на стабилността и сигурността.
Развитието на отношенията между Киргизстан и Европейските държави ще отвори вратите към интегрирането на страната в общността на развитите, демократични страни. Реализирането на тази цел може да се постигне посредством двустранна и многостранна дипломация. Участието в процеса All – European е важно, особено в ОССЕ, за стабилизирането на икономиката.
Засилването на взаимодействието с Германия, Франция, Швейцария, Англия и Турция има особено значение в двустранните отношения на европейската политика на Киргизстан. Също е необходимо да се активират отношенията със страните от Източна Европа.
Азиатско – Тихоокеански регион
Засилването на взаимоизгодните връзки с Китай, както и установяването на силни и трайни взаимоотношения с други страни от региона (Япония, Южна Корея, Малайзия и Индонезия) би осигурило реализиране на икономически реформи в Киргизстан.
Киргизстан е страна, в която преобладават мюсюлманите, които държат да запазят приятелски отношения със страните от мюсюлманския свят, базирани на взаимно уважение към избрания начин за развитие.
2. Многостранна дипломация
Дейността вътре в международните и регионални организации е един от приоритетите на външната политика на Киргизстан. Тези многостранни механизми дават на републиката възможността да отстоява националните си интереси на равна основа с различни страни и вземе активно участие в процеса на вземане на решения. Тези дейности служат като гарант за националната сигурност на Киргизстан.
Международните организации осигуряват финансова, техническа и друга чужда подкрепа, което позволява на Киргизстан да насочи вътрешните си усилия към себе си. Участието на страната в дейността на CIS и ОССЕ ѝ позволява да запази позицията си измежду развитите страни.
3. Икономическа дипломация
Помощта при формирането на силна икономика, посредством международни инвестиции, и осигуряването на Киргизстан на икономическа сигурност са едни от най-важните цели на икономическата външна политика.
Като част от практически план за развитие на външните икономически отношения, необходимо е да се наблегне на следните цели:
- укрепване икономическия потенциал на страната, развивайки оптимална икономическа инфраструктура;
- модернизиране на националната икономика посредством формиране на по-рационални производствени структури с високо ниво на преработване на природни ресурси;
- обновяване индустрията с модерна технология, развивайки потенциала на износа на храни и др.;
- интегриране на Киргизстан в международната и регионална инфраструктура на транспорта и комуникациите;
- развитие на международния туризъм посредством подобряване туристическите съоръжения и нивото на обслужване;
- осигуряване на анй – благоприятни условия за търговия;
- защита на интересите на местния бизнес в международните икономически отношения

## Механизъм за формиране и осъществяване на външната политика
Основните цели на външната политика се определят от президента на Република Киргизстан въз основа на Конституцията и киргизското законодателство.
Министерството на външните работи е свързващото звено в областта на развитие и осъществяване стратегията на външната политика.